# Јелена Ерић
Јелена Ерић  (12. октобар 1979, Нови Сад) је бивша српска рукометна репрезентативка.
У току своје каријере наступала је за Углед Комерц, Раднички Југопетрол, Књаз Милош, Колдинг, Рандерс, Зајечар и Астраканочку.